# Козлове (Старобільський район)
Козло́ве — село в Україні, у Білолуцькій селищній громаді Старобільського району Луганської області. Населення становить 291 осіб.
Село постраждало внаслідок геноциду українського народу, вчиненого урядом СРСР у 1932—1933 роках, кількість встановлених жертв — 26 людей.

## Пам'ятки
В околицях села розташований лісовий заказник місцевого значення «Білолуцький».

## Також
- Перелік населених пунктів, що постраждали від Голодомору 1932-1933, Луганська область